# Eruguera ventreblanca
L'eruguera ventreblanca (Coracina papuensis) és una espècie d'ocell de la família dels campefàgids (Campephagidae). Habita les sabanes, vegetació secundària, manglars i bosc de ribera d'Austràlia, Nova Guinea, les Moluques i les illes Salomó.